# پیتراروبیا
پیتراروبیا (به ایتالیایی: Pietrarubbia) یک کومونه در ایتالیا است که در استان پزارو و اوربینو واقع شده‌است.

## خصوصیات
پیتراروبیا ۱۳٫۰ کیلومترمربع مساحت و ۷۱۸ نفر جمعیت دارد و ۵۷۲ متر بالاتر از سطح دریا واقع شده‌است.